# Tamborrada de Saint-Sébastien

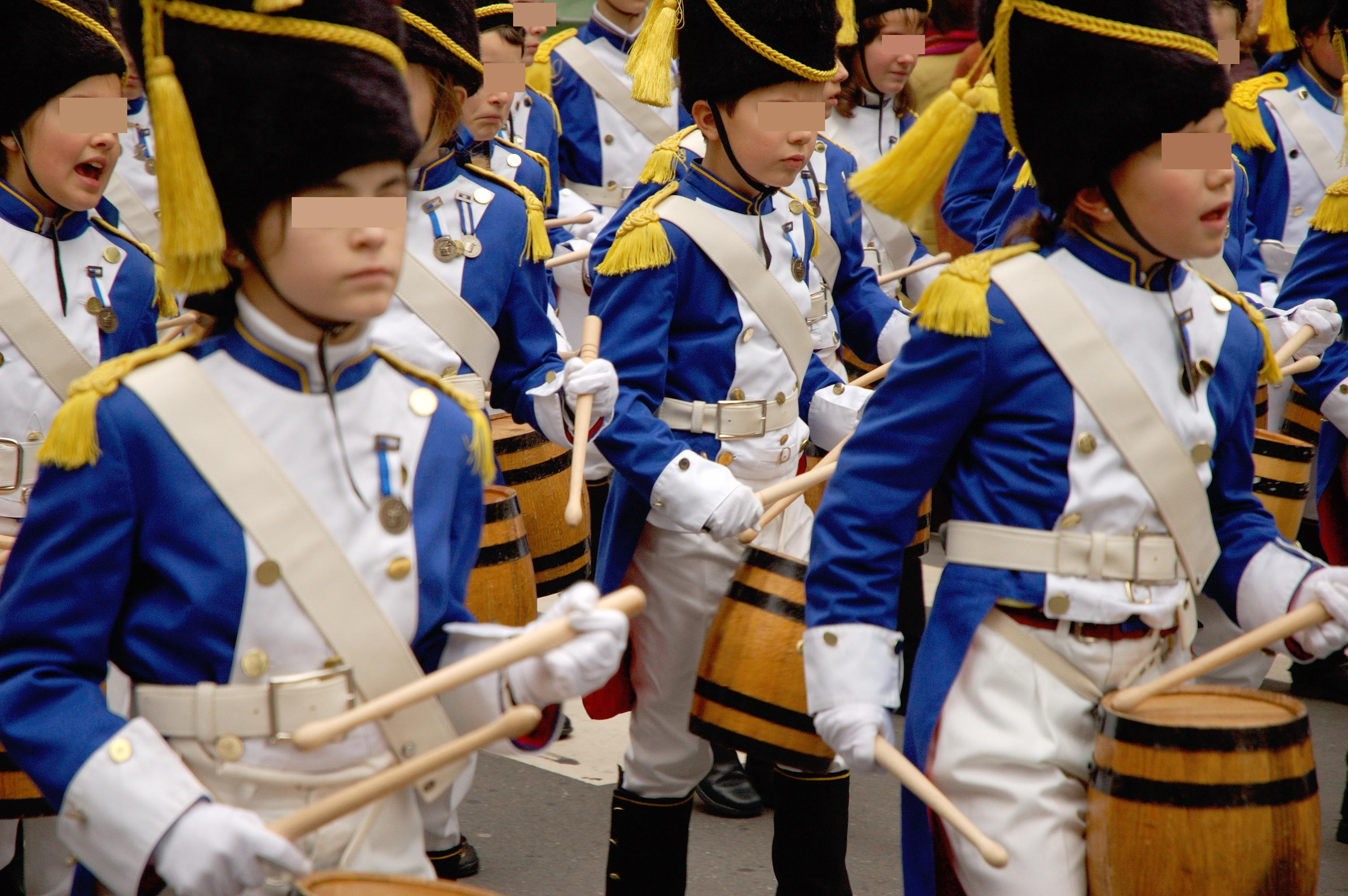
Tamborrada des jeunes à Saint-Sébastien

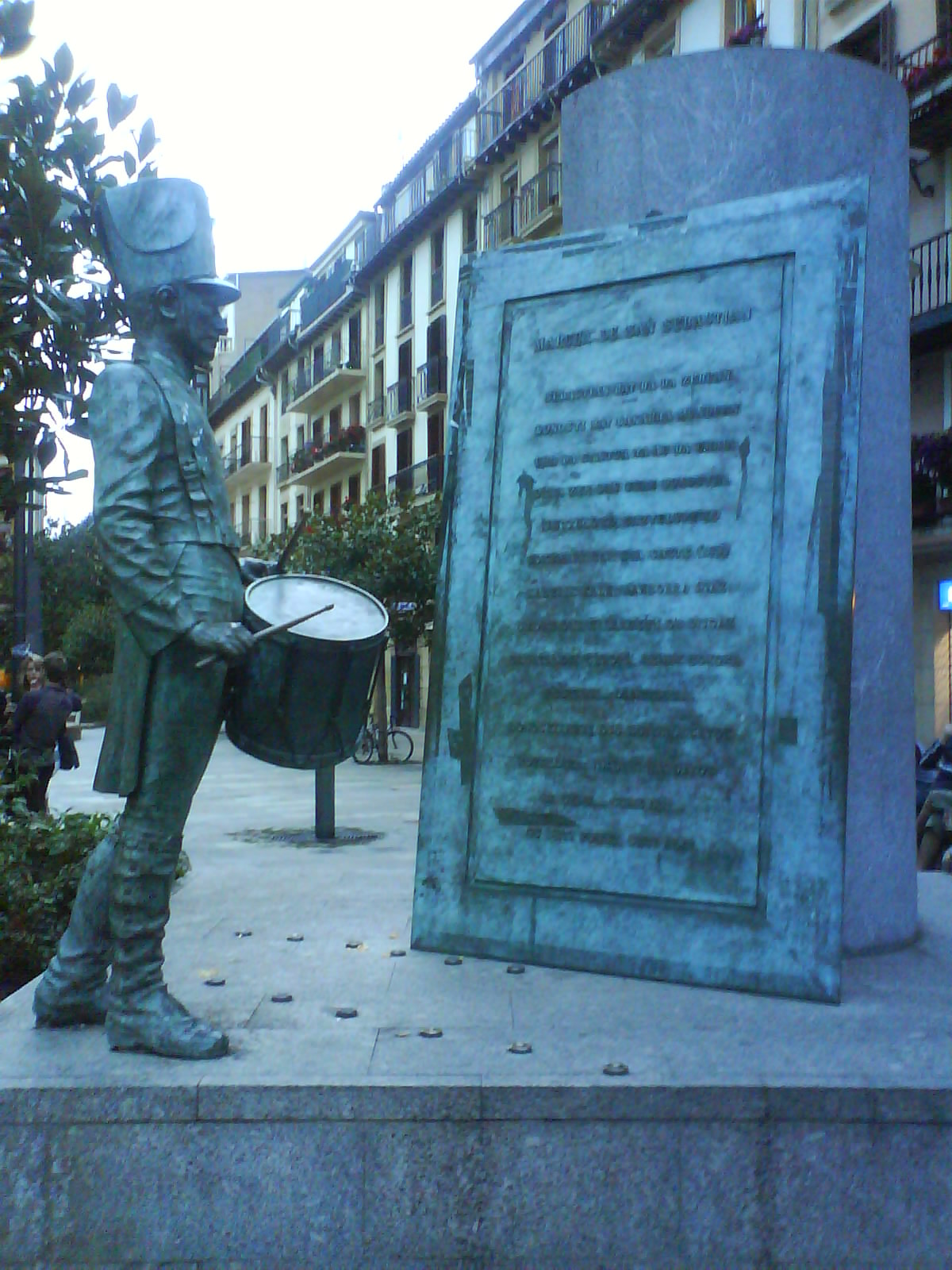
La marche de Saint-Sébastien

La tamborrada (en espagnol) ou Danborrada (en basque) de Saint-Sébastien est une manifestation festive qui se déroule le 20 janvier, lors de la  Saint-Sébastien.

## Histoire
Cette fête a son origine au XIXe siècle, pour la commémoration de l'occupation napoléonienne de Saint-Sébastien pendant la Guerre d'indépendance (1808-1814). Bien qu'il existe diverses versions sur le rôle que les tambours et les tonneaux ont pu jouer à l'époque pour qu'ils soient aujourd'hui la partie essentielle de la festivité, indique que quand les militaires napoléoniens occupant la ville défilaient en formation, touchant le tambour des porteurs/vendeurs d'eau de Saint-Sébastien qui répondaient en frappant les tonneaux qu'ils employaient pour prélever l'eau des sources. De ce fait, aujourd'hui, ces tamborradas d'adultes présentent deux groupes. Les uns avec des tambours et costumes napoléoniens, inspiré par des costumes réels et les autres de cuisiniers et vendeurs d'eau avec des tonneaux.
La première tamborrada à défiler, à la fin du XIXe siècle, a été celle de la Unión Artesana. Initialement cette tamborrada faisait partie des carnavals, mais il a été interrompu tôt. De fait, et curieusement, les donostiarrak (gentilé de Saint-Sébastien) emploient le verbe « habiller » au lieu de « déguiser » au moment de mettre les tenues de cuisinier ou de napoléonien.
Les chansons qui sont interprétées, dont celle de la Marche de Saint-Sébastien, ont été composées par Raimundo Sarriegui, professeur de l'Académie municipale de musique (Academia Municipal de Música) de Saint-Sébastien.

## La tamborrada
La festivité commence à minuit le 19 dans la place de la Constitución avec lever du drapeau de la ville. La société Gaztelubide et représentants d'autres tamborradas commencent à jouer La marche de Saint-Sébastien, du maestro Raimundo Sarriegui et les autres compositions : Diana, Retreta, Tatiago, Iriyarena, Caballería de viejas, etc. une centaine de compagnies formées de 20 à 50 tambours et de 50 à 100 tonneaux défilent dans tous les quartiers de la ville le 20. Ils sont toujours accompagnés par une banda de musique.

## Les participants

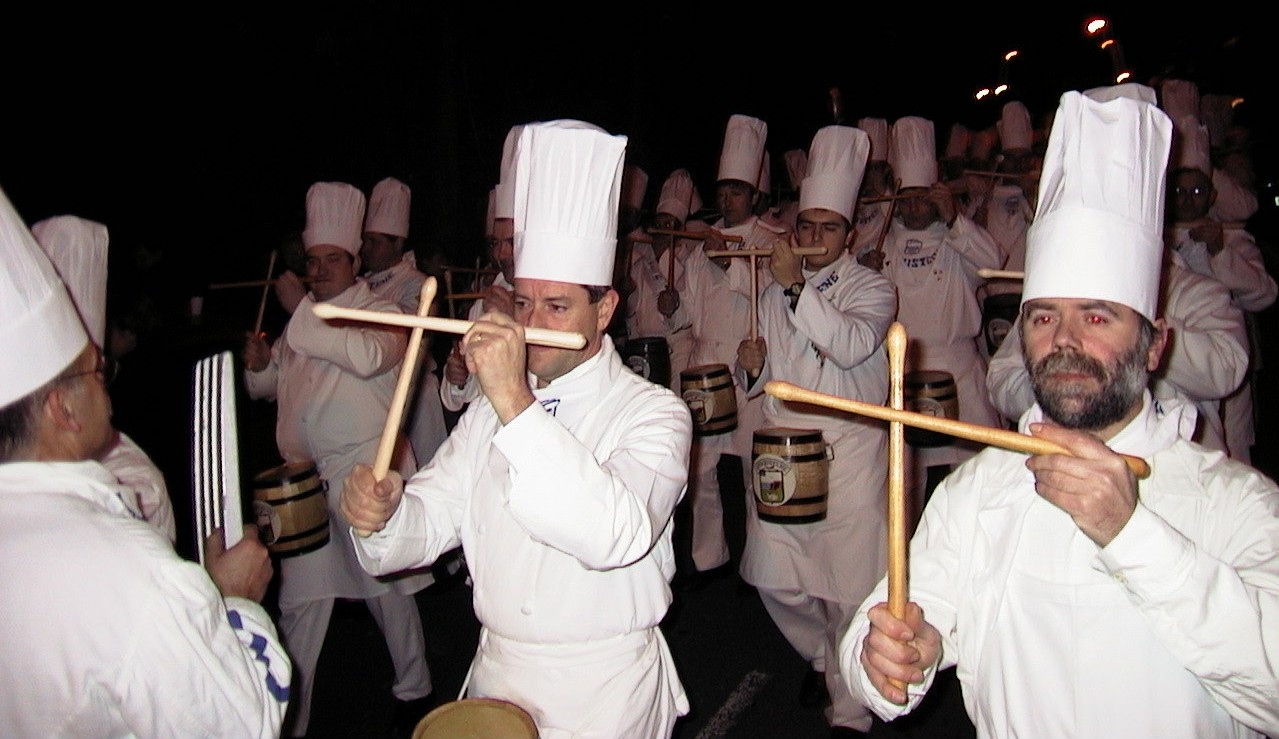
Tamborrada

Les participants de cette tamborrada se divisent en deux groupes : les tamborreros (ceux qui jouent du tambour) et les cuisiniers/porteurs d'eau. Les premiers vêtus d'un uniforme d'un corps d'une armée de l'époque napoléonienne. Le second groupe joue des instruments qui ont son égal : le tonneau et celle chaussée respectivement. Prennent part aussi ouvreurs gastadores, des porte-drapeaux et cantinières.
Les enfants ont aussi leur tamborrada, le matin de ce jour, laquelle commence dans les jardins d'Alderdi Eder et parcourt les principales rues de la ville. Parmi eux on choisit le général et ses collaborateurs et la Bella Easo infantile et ses dames d'honneur.
La festivité continue jusqu'à minuit du 20 janvier, quand la ville se réunira de nouveau principalement sur la Place de la Constitution autour de cette tamborrada de la Unión Artesana (la Société la plus ancienne de la ville). Cette compagnie joue les compositions de Sarriegui pour la dernière fois, pour finir avec la Marcha de San Sebastián à minuit, en même temps que le maire agite le drapeau de Saint-Sébastien. Après cela on interprète d'autres compositions différentes jouées tout au long du jour (Cosacos de Kazan, l'hymne de la Real Sociedad, etc.).
Pendant ces 24 heures de fête on distribue les prix les plus importants accordés par la ville qui sont le Tambor de Oro (tambour d'or) et les cinq médailles de mérite citoyen de Saint-Sébastien. Cristina Garmendia a reçu en 2008 le tambour d'or et la médaille du mérite citoyen a été remise à l'ADEMGI (Asociación d'Esclerosis Múltiple de Gipuzkoa), Kalapie, Verdini Dantza Taldea, Carlos Benito et Lourdes Oñaederra.